# Cristina Fernández de Kirchner

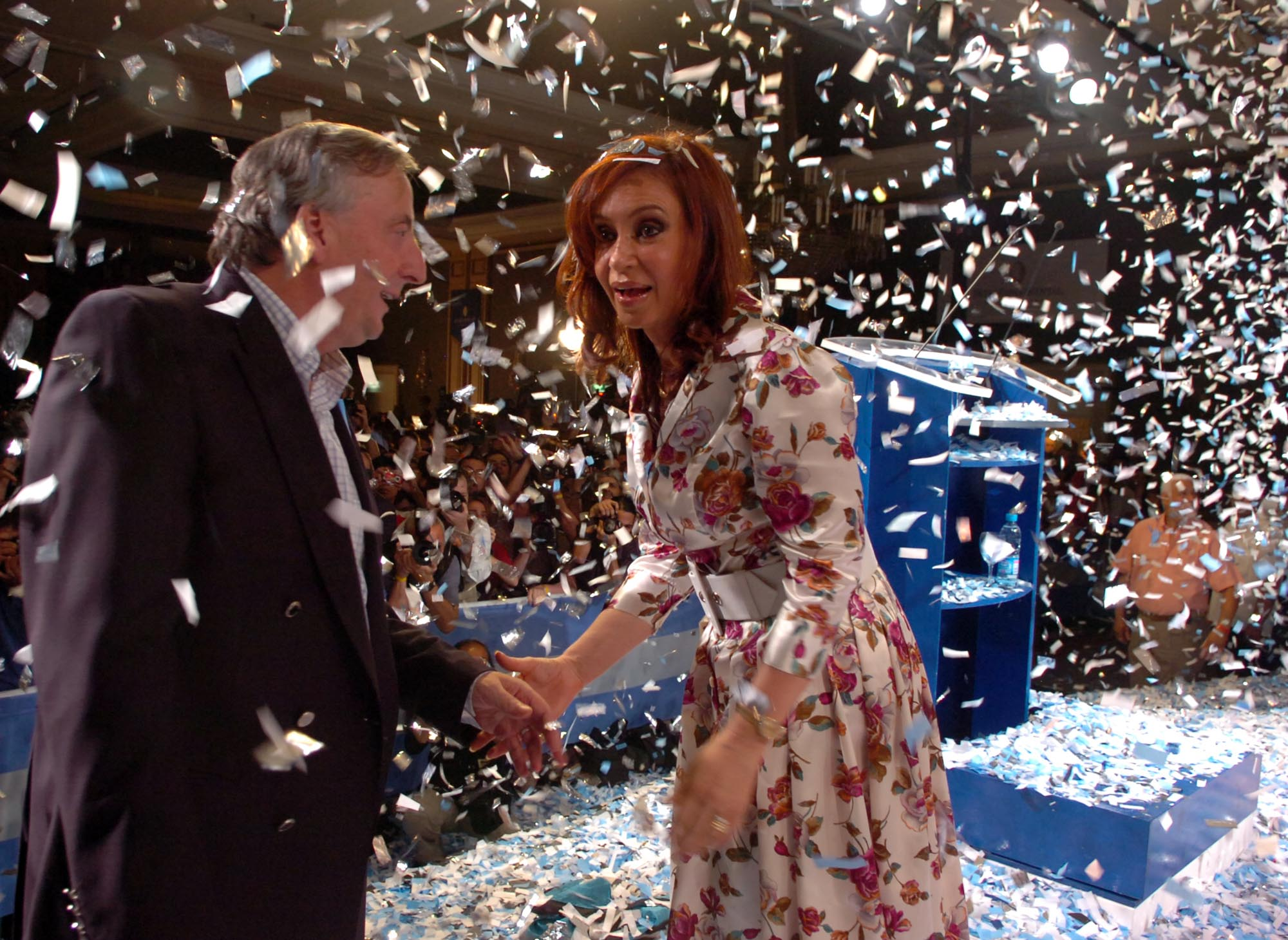
Christina Fernández de Kirchner och hennes make firar valsegern 2007.

Cristina Elisabeth Fernández de Kirchner, född 19 februari 1953 i La Plata, provinsen Buenos Aires, är en argentinsk politiker verksam i Frente para la Victoria, en vänsterfraktion av peronistpartiet. 
Hon var sedan den 10 december 2007 Argentinas president. I oktober 2011 valdes hon till president för ytterligare en fyraårsperiod. Hon avgick 2015 och efterträddes av Mauricio Macri. Hon är sedan 10 december 2019 Argentinas vicepresident.
Den 6 december 2022 dömdes hon till sex års fängelse för korruption.

## Karriär
Fernandez var senator för provinsen Buenos Aires 2001-2007. Under perioden 2003-2007 var hon även Argentinas första dam då hennes man var president.

### Presidentskapet

#### Presidentvalet
Fernandez ställde upp i presidentvalet som hölls den 28 oktober 2007, men hade redan före valet utpekats som en given segrare trots att hon inte ställt upp i några debatter eller intervjuer. Hon vann också valet och blev därmed Argentinas andra kvinnliga president efter Isabel Perón och den första kvinna som har utsetts till ämbetet genom allmänna val. Hon tillträdde ämbetet den 10 december 2007. Under hennes första år som president drabbades landet av en rad politiska konflikter. År 2007 konfronterades regeringen med landsomfattande demonstrationer från jordbruket med anledning av höjda exporttullar på jordbruksprodukter, något som fick den att dra tillbaka sitt förslag. Regeringen anklagades också av media och ekonomer för att manipulera den officiella statistik som publiceras av det statliga statistikinstitutet INDEC i syfte att dölja den ökande inflationen och fattigdomen i landet.
I valet den 23 oktober 2011 blev Kirchner omvald för ytterligare en mandatperiod. Denna andra regering tillträdde den 10 december.

#### Reformer
Efter maken Nestor Kirchners död 2010 har Fernández de Kirchners regering fått bättre opinionssiffror. Under hennes mandatperiod har flera reformer genomförts, bland annat införandet av en allmän folkpension, ett barnbidragssystem (med krav på skolplikt samt medverkande i vaccionationsprogram), inkluderande av alla hushållsanställda i socialförsäkringssystemet samt en reform av det korrumperade polisväsendet. Även om landets tillväxtsiffror är höga fortsätter också inflationen (oktober 2011) att vara fortsatt hög. I presidentvalet den 23 oktober 2011 blev hon omvald med 54% av rösterna.

#### Kritik
Under de senaste åren har presidentparet även anklagats för korruption. Familjens förmögenhet har växt snabbt efter flera kontroversiella affärer där familjen anklagats för att ha dragit fördel av sitt ämbete. Under 2009 publicerades i Argentina boken El Dueño (Ägaren) av journalisten Luis Majul. Boken, som blev en bästsäljare, är en kartläggning av Néstor Kirchner och Fernández de Kirchners affärer från diktaturåren fram till 2000-talet. Cristina Kirchner har tillbakavisat anklagelserna offentligt. År 2015 blev hon känd för att ha hånat Kina under ett statsbesök och frågan har även väckts om hon var inblandad i mordet på åklagaren Alberto Nisman.

## Privatliv
Cristina Fernández studerade juridik vid universitetet i La Plata och är advokat. Under studietiden träffade hon Néstor Kirchner. De gifte sig den 9 mars 1975 och har barnen Máximo Kirchner och Florencia Kirchner. Néstor Kirchner dog av en hjärtattack den 27 oktober 2010 och sedan dess är Cristina Fernández de Kirchner änka.

## Fotnoter
1. ↑  Håkan Forsberg (26 oktober 2007). ”"Drottning Cristina" tar över i Argentina”. Svenska Dagbladet. http://www.svd.se/nyheter/utrikes/artikel_536149.svd.
2. ↑  ”Doctored Data Cast Doubt on Argentina” (på engelska). Washington Post. den 16 augusti 2009. http://www.washingtonpost.com/wp-dyn/content/article/2009/08/15/AR2009081502758.html.
3. ↑  Lars Palmgren (24 oktober 2011). ”"Drottning Cristina" vann överlägset, omvald för ytterligare fyra år”. Sveriges Radio. http://sverigesradio.se/sida/artikel.aspx?programid=83&artikel=4761892.
4. ↑  ”Inflation, an Old Scourge, Plagues Argentina Again” (på engelska). The New York Times. den 5 februari 2011. http://www.nytimes.com/2011/02/06/world/americas/06argentina.html?_r=1&src=twrhp.
5. ↑  ”Book crudely exposes Kirchner’s tactics to remain in power” (på engelska). MercoPress. den 11 november 2009. http://en.mercopress.com/2009/11/11/book-crudely-exposes-kirchners-tactics-to-remain-in-power.
6. ↑  Ossi Carp. ”Argentinas president hånar kineser”. Dagens Nyheter. http://www.dn.se/nyheter/varlden/argentinas-president-hanar-kineser/. Läst 5 februari 2011.